# 卡尔纳泰
卡尔纳泰（義大利語：Carnate），是意大利蒙萨和布里安萨省的一个市镇。总面积3平方公里，人口7324人，人口密度2441.3人/平方公里（2009年）。ISTAT代码为015049。

## 友好城市
- 法國普莱桑克迪图克